# Tyrese Rice
Tyrese Rice (ur. 15 maja 1987) – amerykański koszykarz grający na pozycji rozgrywającego, posiadający również czarnogórskie obywatelstwo, obecnie zawodnik Brose Bamberg.

## Kariera
Rice przez cztery lata występował na Boston College. W 2009 zgłosił się do draftu NBA, lecz nie został wybrany. Wobec tego zdecydował się na wyjazd do Europy, gdzie podpisał kontrakt z greckim Panioniosem.
W 2010 występował podczas Orlando Pro Summer League w barwach Utah Jazz i w NBA Summer League w Sacramento Kings. Sezon 2010/11 spędził w drużynie niemieckiej Bundesligi, Artland Dragons.
W 2011 przeniósł się do Lietuvos Rytas Wilno. Sezon później powrócił do Niemiec, gdzie podpisał kontrakt z Bayernem Monachium.
11 lipca 2013 podpisał dwuletnią umowę z Maccabi Tel Awiw. Wraz z izraelskim zespołem zdobył tytuł Euroligi, pokonując w finale Real Madryt. Rice został wybrany MVP Final Four.
26 lipca 2016 podpisał dwuletni kontrakt z FC Barceloną Lassa. 12 stycznia 2018 został zawodnikiem chińskiego Shenzhen Leopards. 5 sierpnia dołączył do niemieckiego Brose Bamberg.

## Osiągnięcia
Stan na 29 maja 2019, na podstawie, o ile nie zaznaczono inaczej.
NCAA
- Uczestnik:
  - rozgrywek Sweet Sixteen turnieju NCAA (2006)
  - turnieju NCAA (2006, 2007, 2009)
  - meczu gwiazd NCAA – Reese's College All-Star Game (2009)
- MVP Reese's College All-Star Game (2009)
- Zaliczony do:
  - I składu ACC (2008)
  - II składu ACC (2007, 2009)

Drużynowe
- Mistrz:
  - Euroligi (2014)
  - Eurocup (2015)
  - Izraela (2014)
- Wicemistrz Litwy (2012)
- Zdobywca:
  - pucharu:
    - Izraela (2013)
    - Stanowego Izraela (2014)
    - Niemiec (2019)
- Finalista Superpucharu Hiszpanii (2016)
- 4. miejsce w lidze:
  - VTB (2016)
  - Mistrzów (2019)

Indywidualne
- MVP:
  - Eurocup (2015)
  - Ligi Mistrzów FIBA (2019)
  - finałów:
    - Euroligi (2014)
    - Eurocup (2015)
    - ligi izraelskiej (2014)
- Zaliczony do:
  - I składu:
    - Eurocup (2015)
    - Ligi Mistrzów (2019)

  - II składu niemieckiej ligi Beko BBL (2011, 2013, 2019)
- Uczestnik meczu gwiazd ligi:
  - litewskiej (2012)
  - niemieckiej (2011–2013)
- Lider strzelców finałów Euroligi (2014)

Reprezentacja
- Uczestnik mistrzostw Europy z kadrą Czarnogóry (2013 – 17. miejsce)